# Tino Anjorin
Tino Anjorin, né le 23 novembre 2001 à Poole, est un footballeur anglais qui évolue au poste de milieu offensif au Torino FC, en prêt d'Empoli FC.

## Biographie

### Carrière en club
Né à Poole, ville côtière du Dorset, Anjorin rejoint le centre de formation de Chelsea avec les moins de 7 ans, signant officiellement avec le club au niveau des moins de 9 ans. Avec les jeunes du Fulham, Anjorin prend notamment part à la victoire de Chelsea en FA Youth Cup 2018, étant buteur et passeur décisif contre Arsenal lors de la finale retour du 30 avril 2018 à l'Emirates,.
Le 25 septembre 2019, il fait ses débuts senior avec Chelsea lors d'une victoire 7-1 en Coupe EFL contre Grimsby Town, où il est titularisé par Frank Lampard, à seulement 17 ans.
Il joue son premier match en Ligue des champions le 8 décembre 2020, se voyant titularisé pour le dernier match de poule de Chelsea contre le FK Krasnodar.
Le 2 septembre 2021, Anjorin est prêté au club russe du Lokomotiv Moscou pour l'ensemble de la saison 2021-2022.

### Carrière en sélection
Anjorin possède une double éligibilité internationale. Né en Angleterre, Il est aussi éligible pour représenter les Super Eagles grâce à son père nigérian,,.
Il est toutefois international avec l'Angleterre dans les catégories de jeune, prenant notamment part au Championnat d'Europe des moins de 17 ans en 2018.

## Palmarès

### En club
| Chelsea FC (1)                             | Portsmouth FC (1)                                                    |
| - Ligue des champions : - Vainqueur : 2021 | - Championnat d'Angleterre de troisième division : - Champion : 2024 |